# 才田俊次
才田 俊次（さいだ としつぐ、1949年 - ）は、日本のアニメーター。熊本県山鹿市鹿北町出身。オープロダクション所属。

## 来歴
元々漫画家志望だったが、断念しアニメ業界に入ることになる。1970年にオープロタグションに入社。小松原一男、村田耕一に師事する。
主に初期の宮崎駿、高畑勲作品や世界名作劇場に携わる。オープロダクションの自主制作となった『セロ弾きのゴーシュ』（高畑勲監督、1982年公開）では、5年以上の制作期間をかけて、キャラクターデザインと原画をほぼ一人で担当した。同作は1982年度の毎日映画コンクール大藤信郎賞を受賞している。
2023年現在も『ちびまる子ちゃん』の作画監督を務めている。